# يوري فورمان
يوري فورمان (بالعبرية: יורי פורמן‏) مواليد 5 أغسطس 1980 في غوميل، غومل أوبلاست، روسيا البيضاء، هو ملاكم إسرائيلي يصنف ضمن فئة وزن خفيف المتوسط. حقق بطولة رابطة الملاكمة العالمية.

## إحصائيات
خاض خلال مسيرته 36 نزالا، فاز في 33 وخسر في 2. فاز بالضربة القاضية في 9 نزالا.

## وصلات خارجية
- يوري فورمان على موقع بوكس ريك (الإنجليزية) (registration required)

- الموقع الرسمي